# Guerra de Independencia de Argelia
La guerra de Independencia de Argelia, conocida en Francia como guerra de Argelia y en Argelia como guerra de Liberación de Argelia (en francés: Guerre d'Algérie y en árabe حرب التحرير الجزائرية) tuvo lugar entre 1954 y 1962 y fue un periodo de lucha del Frente de Liberación Nacional (FLN), contra la colonización francesa establecida en la Argelia francesa desde 1830.
Tras la Segunda Guerra Mundial, en la sociedad argelina empezó a crecer un sentimiento anticolonialista. Muchos militares argelinos que habían colaborado en liberar Francia, se vieron frustrados por el trato que la metrópoli daba a los ciudadanos nativos. Tras la guerra de Indochina fueron bastantes los soldados argelinos del Ejército francés que empezaron a considerar que era el momento de obtener la independencia para Argelia. La guerra se llevó a cabo en forma de lucha de guerrillas y enfrentamientos contra el Ejército francés y las unidades adicionales de origen local llamadas harkis. En la actualidad, el término «harki» se utiliza en Argelia como sinónimo de traición.
Los civiles de origen europeo y argelino fueron desde el principio blanco de atentados terroristas por parte tanto del FLN como de las organizaciones paramilitares francesas como la Organización del Ejército Secreto (OAS). Hubo varios episodios muy sangrientos como el ocurrido en El Alia. Sobre el número de muertos se habla de una cifra de 33 000 franceses y un número superior de argelinos. El FLN habla en torno al millón de muertos.
Los guerrilleros independentistas del FLN se autodenominaban djounoud o muyahidines. El Ejército francés respondió tratando de obtener el máximo de información, en particular utilizando la tortura, para localizar a los responsables de atentados, lo que se agudizó durante la batalla de Argel. El FLN luchó también contra otras corrientes independentistas, resultando esta corriente la predominante. La guerra terminó con el reconocimiento por Francia de la independencia de Argelia el 5 de julio de 1962, a través de los acuerdos de Evian. Significó la expulsión de alrededor de un millón de colonos europeos originarios de Francia, Italia o España, así como miembros de minorías religiosas, como los judíos.

## Antecedentes: la Argelia francesa

### Conquista de Argelia

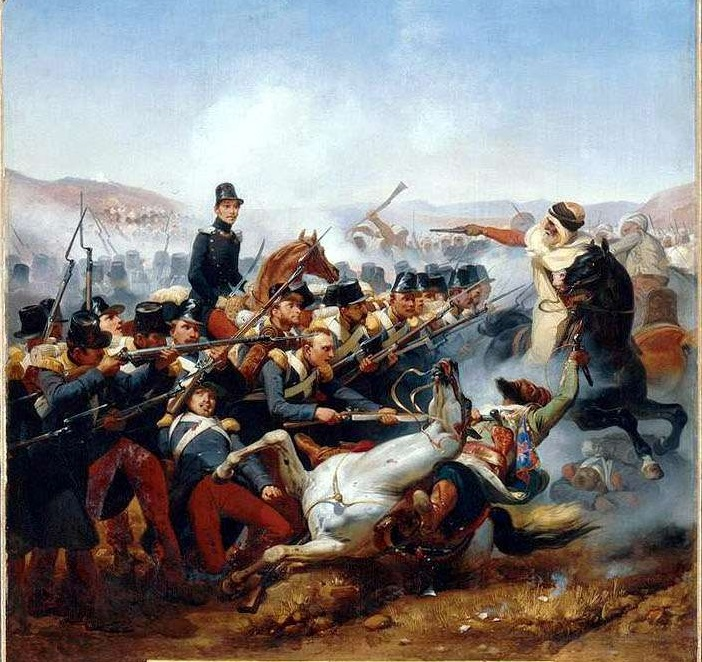
Batalla de Somah en 1836.

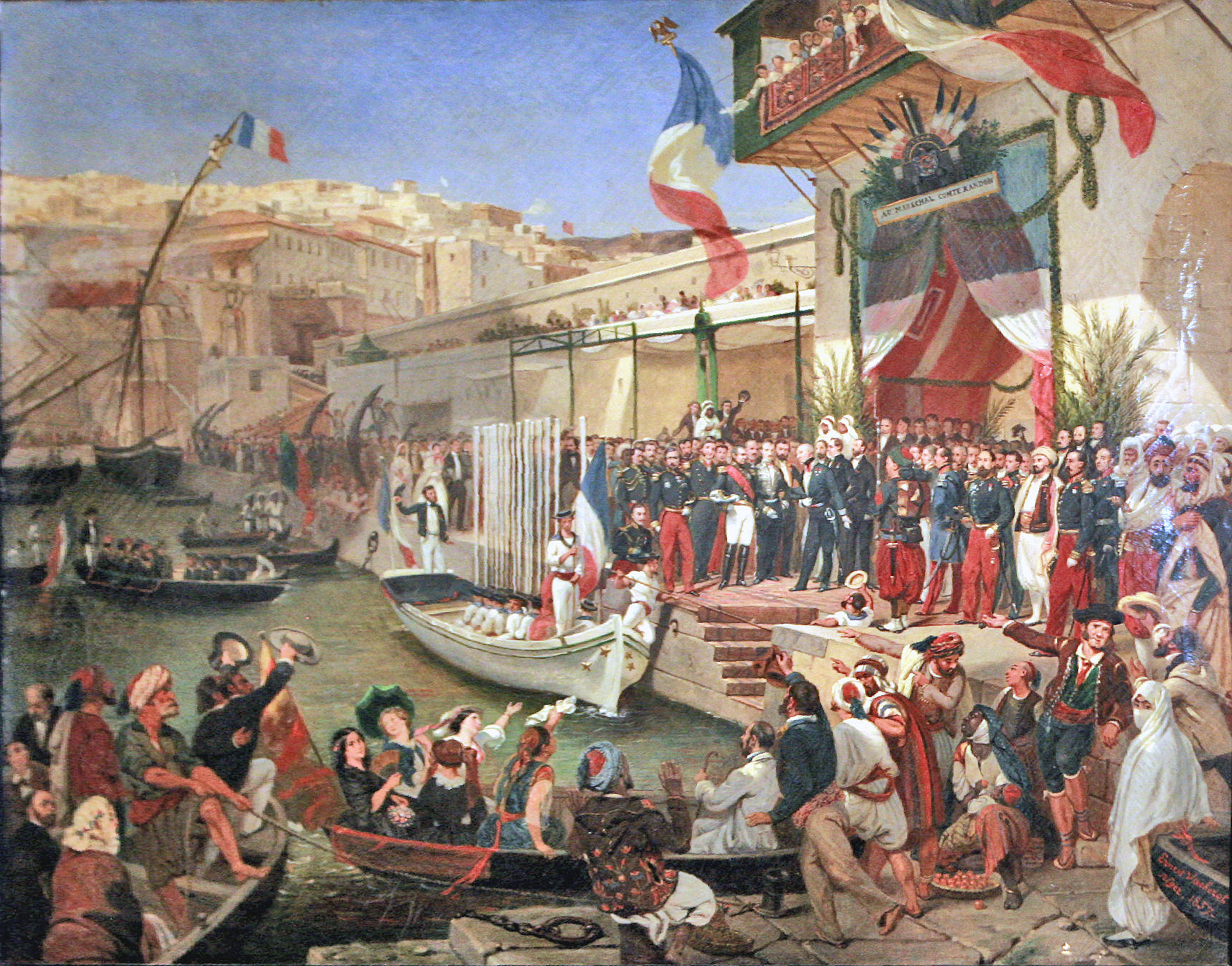
Llegada del mariscal Randon a Argel en 1857.

Desde el siglo XVI, Argelia había sido una provincia del Imperio otomano, que hacia 1831 atravesaba una profunda crisis política y económica. Debido principalmente a la piratería en el mar Mediterráneo por parte de argelinos, más un conflicto diplomático, Francia invadió y se anexionó Argelia. Los colonos popularmente conocidos como pieds noirs dominaron el gobierno colonial y controlaron el grosor de la riqueza de Argelia. Durante toda la era colonial, estos continuaron bloqueando o retrasando todos los intentos de implementar incluso las más modestas reformas. Pero de 1933 a 1936, la demanda social y las crisis políticas y económicas en Argelia indujeron a la población nativa a cometer actos de protesta política. El gobierno respondió con leyes más restrictivas respecto al orden público y la seguridad. Los argelinos musulmanes reforzaron el bando francés al inicio de la Segunda Guerra Mundial, tal como lo hicieron en la Primera. Pero los colonos en general simpatizaban con el régimen colaboracionista de Vichy.
También se produjo un proceso de adaptación a la civilización europea, pero respetando el hecho religioso. De esta forma, en la primera parte de la colonización francesa, los musulmanes y judíos fueron considerados como nacionales franceses, aunque no como ciudadanos franceses.
Posteriormente, en 1865, Napoleón III permitió a los argelinos solicitar la total ciudadanía francesa, si bien se les exigía renunciar al derecho de ser gobernado por la sharia (ley islámica) en asuntos personales, siendo considerado por algunos como un tipo de apostasía; en 1870, la ciudadanía francesa se hizo automática para los judíos, una decisión que no gustó a los musulmanes, quienes comenzaron a considerar a los judíos como los colaboradores del poder colonial.
Este periodo vio el progreso en la salud, la educación pública, innumerables infraestructuras y obra civil, y la expansión global de la economía de Argelia, así como la formación de nuevas clases sociales, que, tras la exposición de ideas de igualdad y libertad política, ayudarían a propulsar al país hacia la independencia. Durante los años de dominio francés, las luchas por sobrevivir, coexistir, lograr la igualdad, y conseguir la independencia dieron forma a una gran parte de la identidad nacional argelina. Después de la Segunda Guerra Mundial, la igualdad de derechos fue proclamada el 7 de marzo de 1944, y posteriormente confirmada por la Loi Lamine Gueye el 7 de mayo de 1946, que concedía la ciudadanía francesa total a todos los ciudadanos de cualquier departamento de ultramar francés. Una nueva ley el 20 de septiembre de 1947, permitía a los argelinos acceder a la ciudadanía sin renunciar a su condición personal musulmana. [cita requerida]Argelia tenía una posición exclusiva en el dominio colonial francés, debido a que a diferencia de las demás posesiones adquiridas por la potencia europea en el siglo XIX, Argelia era considerada y legalmente clasificada como parte integral de Francia.

## Situación de la población musulmana

División administrativa de Argelia al comienzo de la guerra.

La administración de Argelia dejaba la gestión de los asuntos cotidianos a los caídes, único punto de contacto entre la población musulmana y la Administración francesa. Pese a la posición subalterna de los caídes en la Administración Pública, gozaban de un extraordinario poder sobre la población, a la que en general explotaban, con la complicidad de los funcionarios franceses. Eran los caídes los encargados de dominar a la población y obligarla a votar como deseaba el poder colonial; a cambio de sus servicios, los caídes recibían puestos y favores para sí y para sus protegidos. La mayoría de la población vivía en las llamadas «comunas mixtas» que, pese a contar con mayoría musulmana, las gobernaba alguien designado por el Gobierno General argelino.
La ley estatutaria de 1947, que debía haber reformado ligeramente el gobierno del territorio y haber concedido algunos derechos a los musulmanes, nunca se aplicó. La ley, que dependía de que fuese aprobada por la Asamblea argelina, alarmó a los colonos, que se encargaron de que esta nunca lo hiciese. Para ello, amañaron descaradamente las elecciones de la asamblea de 1948, con métodos tan evidentes que escandalizaron a los escasos observadores venidos de la metrópoli. La victoria para los grandes colonos fue, a la larga, contraproducente, pues hizo que muchos musulmanes que esperaban mejorar la situación mediante métodos legales desesperasen de ello. Si en las elecciones de 1948 la represión había permitido aún la elección de un puñado de diputados nacionalistas argelinos, las de 1951, también amañadas pero con más habilidad, los eliminaron por completo de la Asamblea. El Parlamento francés se desentendió por completo de los fraudes electorales en Argelia: cuando se debatió el asunto, apenas asistió un cuarto de los diputados, que decidió validar los resultados.
Apenas el 15,4 % de los niños musulmanes estaban escolarizados; casi un millón setecientos mil no recibían educación reglada. En toda Argelia, el número de alumnos musulmanes que cursaban algún tipo de enseñanza secundaria —incluida la formación profesional— no llegaba a los doce mil.

### Nacionalismo argelino

Bandera de los nacionalistas argelinos en 1945.

Muchos argelinos participaron en la Primera Guerra Mundial luchando del lado de Francia. Los argelinos sirvieron como tirailleurs (tales regimientos ya habían sido creados en 1842). Con los Catorce Puntos de Woodrow Wilson, se proclamaba en el quinto punto la autodeterminación de los pueblos. Algunos intelectuales argelinos, apodados Ulemas, comenzaron a nutrir el deseo de independencia, autonomía y autogobierno. Dentro de este contexto, un nieto de Abd al-Qádir, antiguo emir de Argelia antes de la conquista, encabezó la resistencia contra la ocupación francesa desde la primera mitad de la década de 1920. Fue miembro del comité de dirección del Partido Comunista Francés. En 1926, fundó el Étoile Nord-Africaine, facción independentista a la que Messali Hadj, también miembro del Partido Comunista, se unió al año siguiente.
La Étoile Nord-Africaine se separó del Partido Comunista en 1928, antes de que el gobierno francés lo disolviera en 1929. En medio del creciente descontento de la población de Argelia, la Tercera República Francesa (1871-1940) reconoció algunas demandas, cosa que enfureció a los argelinos de origen europeo, que se manifestaron en contra. Los partidos independentistas fueron disueltos en 1937, y sus dirigentes, encarcelados. Se fundó entonces el Partido Popular de Argelia (PPA), que si bien no buscaba la independencia, pedía una amplia autonomía. Este nuevo partido también se disolvió, en 1939. Durante la Francia de Vichy se intentó derogar la ley que concedía a los judíos ciudadanía francesa de nacimiento, sin éxito. Messali Hadj, el fundador y caudillo del PPA fue condenado en 1941 a trece años de trabajos forzados, que la caída de Vichy hizo que se transformase en arresto domiciliario y en varios periodos de cárcel. Ello no hizo que Hadj dejase de dirigir el partido, ya clandestino, desde el exilio.
El 1 de mayo de 1945, hubo una gran manifestación de los nacionalistas argelinos en la participó en torno al medio millón de personas, pero que fue dispersada por la policía. Los manifestantes exigieron en vano la igualdad de derechos de los argelinos musulmanes con los de origen europeo. Las autoridades se habían limitado a una concesión simbólica de la ciudadanía francesa a sesenta mil argelinos el 7 de marzo de 1944, prometiendo acelerar las reformas para asimilar verdaderamente el territorio a la Francia europea. Parte de los nacionalistas argelinos, todavía una pequeña minoría en la primavera de 1945, habían rechazado ya la idea de la asimilación y la igualdad y exigían la independencia. El 8 de mayo de 1945, se produjo la gran matanza de Sétif, en la que tanto europeos como musulmanes cometieron brutales desmanes y que duró ocho días, tras las manifestaciones nacionalistas que se habían producido ese día en la región de Constantina. La represión, desproporcionada, causó miles de muertos y acabó con aldeas enteras. La represión logró temporalmente su objetivo: aplastar el incipiente nacionalismo argelino durante algunos años. El Gobierno del territorio soslayó tanto el resultado de la investigación sobre la matanza como sus recomendaciones de aplicar reformas políticas y económicas.
Durante los diez años que transcurrieron entre la matanza de Sétif y el comienzo de la guerra de la independencia a finales de 1954, el nacionalismo argelino se plasmó únicamente en protestas políticas, encabezadas por Ferhat Abbas y Messali Hadj. En 1946, con el recuerdo fresco de la represión de Sétif, y el partido de Messali prohibido y este en el exilio, Abbas logró hacerse con once de los trece escaños de la Asamblea nacional francesa reservados a Argelia; Abbas era el paradigma del nacionalista limitado a las acciones legales, prudente, intelectual y burgués, más por las masas argelinas que representativo de ellas. Hadj, más radical, venció, por el contrario, en las elecciones municipales de 1947, lo que atrajo la represión oficial a sus seguidores, agrupados ya en el nuevo partido, el Mouvement pour le Triomphe des Libertés Démocratiques (Movimiento por el Triunfo de las Libertades Democráticas, MTLD), que exigía la convocatoria de una asamblea constituyente argelina soberana elegida por sufragio universal sin distinción de raza ni religión.
La represión del MTLD originó el agrupamiento de los más duros del partido, desencantados con la actividad política que no obtenía resultados, en el germen del FLN, dispuesto a emplear la fuerza para lograr los objetivos del nacionalismo argelino. La Organización Especial (OS) del MTLD, surgida a finales de la década de 1940, fue el grupo donde se concentraron los que luego fundaron el FLN. El FLN copió también de la OS la organización piramidal de los miembros y la división en regiones. En 1950, la policía francesa desbarató completamente el OS, que por entonces contaba con unos cuatro mil quinientos miembros.
En 1951, el MTLD se sumió en una profunda crisis por el enfrentamiento entre Hadj y su lugarteniente y secretario general Hocine Lahouel, que socavó la confianza en el partido. La escisión del MTLD supuso el último acicate para que los más radicales decidiesen formar un grupo separado con el fin de lograr la independencia mediante la lucha armada.

### Formación del Frente de Liberación Nacional

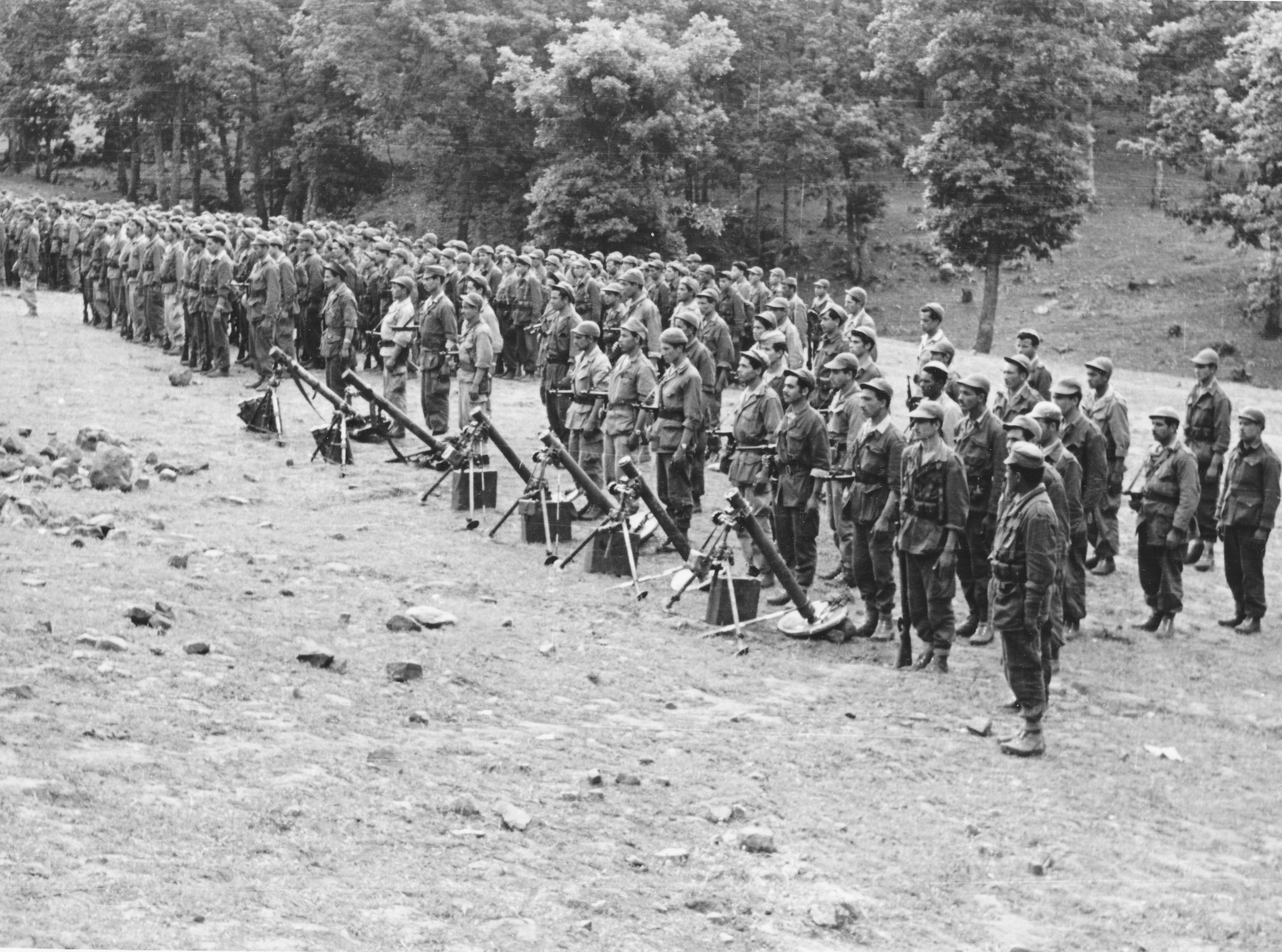
Soldados del Ejército de Liberación Nacional

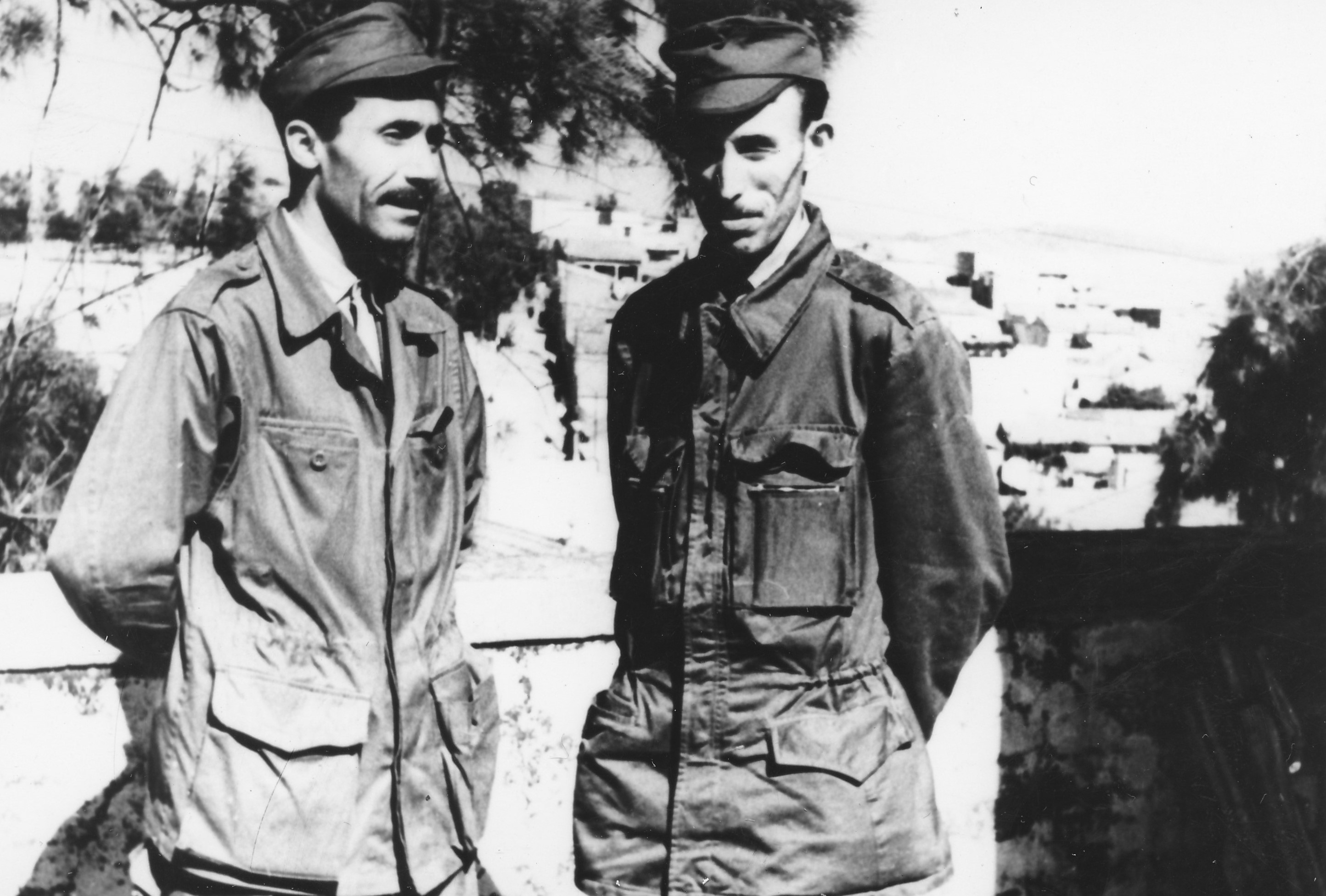
Houari Boumediène, líder del Ejército de Liberación Nacional y futuro presidente de Argelia, durante la guerra.

El Frente de Liberación Nacional, fundado en marzo de 1954, tenía un brazo armado cuya intención era iniciar una lucha armada contra la autoridad francesa. Francia, que acababa de perder Indochina, se determinó a no perder la siguiente guerra anticolonial, sobre todo siendo su colonia más antigua y cercana.
Los dirigentes del nuevo partido trataron de unir a su causa a las dos fracciones enfrentadas del MTLD, la de Hadj y la de Lahouel, que impusieron condiciones que en la práctica excluían el unirse a las acciones armadas que preparaba el FLN. Los dos grupos continuaron con sus disputas intestinas. El FLN, nacido como C.R.U.A. (Comité Révolutionnaire d'Unité et d'Action, Comité Revolucionario de Unidad y de Acción) por su deseo de reunir a las fracciones del MTLD (las únicas con cierto apoyo popular en 1954) y de pasar a la acción armada, deseaba contar con el respaldo popular que le hubiese supuesto el apoyo del MTLD, pero fracasó por la negativa de las dos fracciones a unirse a él. Los contactos llevados en abril de 1954 resultaron infructuosos.
El FLN, por su parte, carecía al comienzo de armas, dinero o apoyo notable entre la población, era fundamentalmente un reducido grupo de hombres decididos a obtener la independencia de Argelia mediante la lucha armada. En mayo de 1954, los cinco fundadores del movimiento habían reclutado diecisiete hombres, además de los grupos guerrilleros de la Cabilia, mucho más numerosos.
En el extranjero, los jefes del FLN lograron la adhesión de los representantes del MTLD en Egipto, con la esperanza, vana durante mucho tiempo, de obtener de este armas y dinero. La Liga árabe tampoco aportó ayuda. Entre los miembros del MTLD que se pasaron a las filas del FLN se contaba Ahmed Ben Bella, que mantenía excelentes relaciones con el presidente Gamal Abdel Nasser. Las primeras armas del FLN no provinieron de Egipto, sino de las ocultadas por la OS antes de su desmantelamiento por la policía francesa en 1950.
El territorio argelino quedó repartido entre los distintos jefes del FLN: Mustapha Ben Boulaid se encargaría de la cordillera del Aurés; Krim Belkacem, de Cabilia; Larbi Ben M'hidi, la región de Orán; Rabah Bitat, la de Argel, Mourad Didouche, el norte de Constantina. Mohammed Boudiaf quedó encargado del enlace con los representantes exteriores del FLN (el grupo de El Cairo y el vasto sur del país quedó sin asignar). Para evitar centralizar demasiado la organización, la jefatura colegiada decidió que cada zona gozase de total autonomía; cada jefe se encargaría de reclutar a los miembros del FLN de su región.

## Cronología de la guerra

### Comienzo de las hostilidades

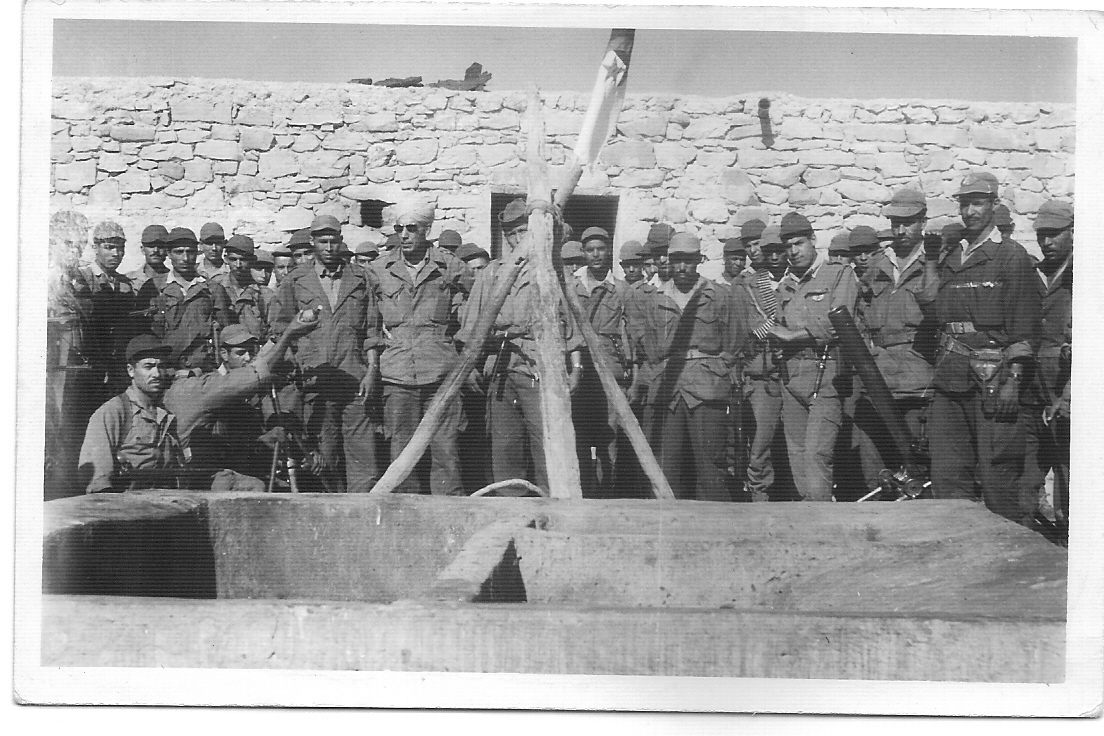
Combatientes rebeldes argelinos en las montañas.

En las primeras horas de la mañana del 1 de noviembre de 1954, un grupo guerrillero del FLN atacó diversos objetivos militares y civiles en toda Argelia, en lo que se conoció como Toussaint Rouge ("Día de Todos los Santos Rojo"). La reacción de la metrópoli fue al comienzo mínima, pues el país estaba enfrascado en los combates en Marruecos y Túnez y en los coletazos de la guerra de Indochina.
Desde El Cairo, el FLN había transmitido un programa pidiendo a los musulmanes de toda Argelia a unirse a la lucha nacional por la "restauración de la nación argelina, soberana, democrática y social, dentro de los principios del Islam". Pierre Mendès France, primer ministro de Francia, declaró ante la Asamblea Nacional: "Uno no tiene compromiso cuando se trata de defender la paz interior de la nación, la unidad e integridad de la República. Los departamentos de Argelia son parte de la República Francesa. Argelia ha sido francesa durante mucho tiempo, y es irrevocablemente francesa... Entre Argelia y la Francia metropolitana no puede haber una secesión concebible".
En un primer momento, y a pesar del creciente nacionalismo, la mayoría de los argelinos estaba a favor de conservar su statu quo. Menos de quinientos combatientes proindependencia podrían contarse al inicio del conflicto. Sin embargo, debido a la constante represión francesa contra el pueblo argelino durante la guerra, el número de rebeldes no tardó en aumentar.
La reacción francesa a los primeros atentados, los del 1 de noviembre, fue inmediata. En la capital, la policía desmanteló casi toda la red del FLN en quince días. Para finales de mes, el dirigente principal que aún seguía en libertad era Yacef Saâdi, un panadero de veinticinco años; el resto eran militantes aislados. En la región de Orán, el FLN también fue casi aniquilado; con la colaboración de la población, los miembros del partido fueron detenidos y no hubo nuevos atentados hasta el 1 de noviembre de 1955. En la cordillera de los Aurés, por el contrario, se extendió rápidamente la rebelión, cuya represión quedó pronto en manos de los regimientos de paracaidistas. Fue esta la única región de Argelia en la que los combates siguieron inmediatamente a los atentados del 1 de noviembre.
En Cabilia, los guerrilleros —cuatrocientos, pero con ciento treinta armas solamente—, que llevaban años combatiendo a los franceses, tuvieron que evitar las primeras operaciones militares de estos. Al principio su situación era muy precaria: carecían de suficiente armamento, víveres y dinero y tenían que moverse de noche para evitar al Ejército francés. A finales de noviembre de 1954, sin embargo, algunas refriegas favorables al ALN y la represión francesa de la población civil hizo que esta comenzase a colaborar con el FLN, lo que les permitió a sus hombres obtener víveres, información, dinero y nuevos reclutas.

### FLN contra MNA
Uno de los primeros objetivos del FLN fue desembarazarse de la competencia que suponía el MNA de Messali Hadj, rival en la representación de los argelinos, que el FLN deseaba ostentar en exclusiva. El movimiento de Hadj tenía numerosos partidarios entre la emigración argelina en Francia, contaba con un representante en la ONU y con el respeto de parte de la intelectualidad izquierdista francesa y decidió implantar su propia organización guerrillera en Argelia. La operación, encargada a Mohammed Bellounis, resultó un fracaso: en 1955 las fuerzas del ALN aplastaron a las de Bellounis en la Cabilia.
Los restos de las unidades de Bellounis se refugiaron en las mesetas del sur, en Hodna, cerca de lo límites del Sahara, donde el MNA contaba con partidarios entre la población y el FLN aún era débil. Para evitar su aniquilamiento por este, Bellounis pactó con los franceses. Estos, pese a que el MNA reclamaba la independencia, veían al movimiento con mejores ojos que al FLN, pues lo percibían como más moderado. El FLN reaccionó con la matanza de Meshta-Kasba del 28 de mayo de 1957, en la que un grupo de la wilaya 3 asesinó a 315 hombres de un pueblo favorable a sus adversarios. La brutal carnicería hizo que Bellounis se pasase con sus hombres al bando francés.
El otro gran enfrentamiento entre el FLN y el MNA se produjo en el sur, en los inmensos territorios saharianos, que a partir del descubrimiento de petróleo en 1956, habían cobrado gran importancia, pero donde el FLN se había implantado débil y tardíamente por falta de partidarios. Este cometió el error de enviar para someter el territorio a un grupo exclusivamente cabilio a una zona poblada por árabes, que pronto se indignaron por los desmanes y desprecio del lugarteniente del grupo y de sus hombres. Uno de los reclutas locales, antiguo sargento del Ejército francés, asesinó al jefe del grupo del FLN —que sí contaba con el respeto de los notables regionales— y, a continuación, alzó a la población contra los odiados cabilios y el FLN, hizo asesinar a mil de ellos y se apoderó de la zona. Descubierto luego el asesinato del jefe del FLN, huyó y se unió a los franceses, al tiempo que los representantes de la wilaya 4 lograron recuperar la confianza de los notables árabes de la región en el FLN.

### El Frente de Liberación Nacional (FLN)

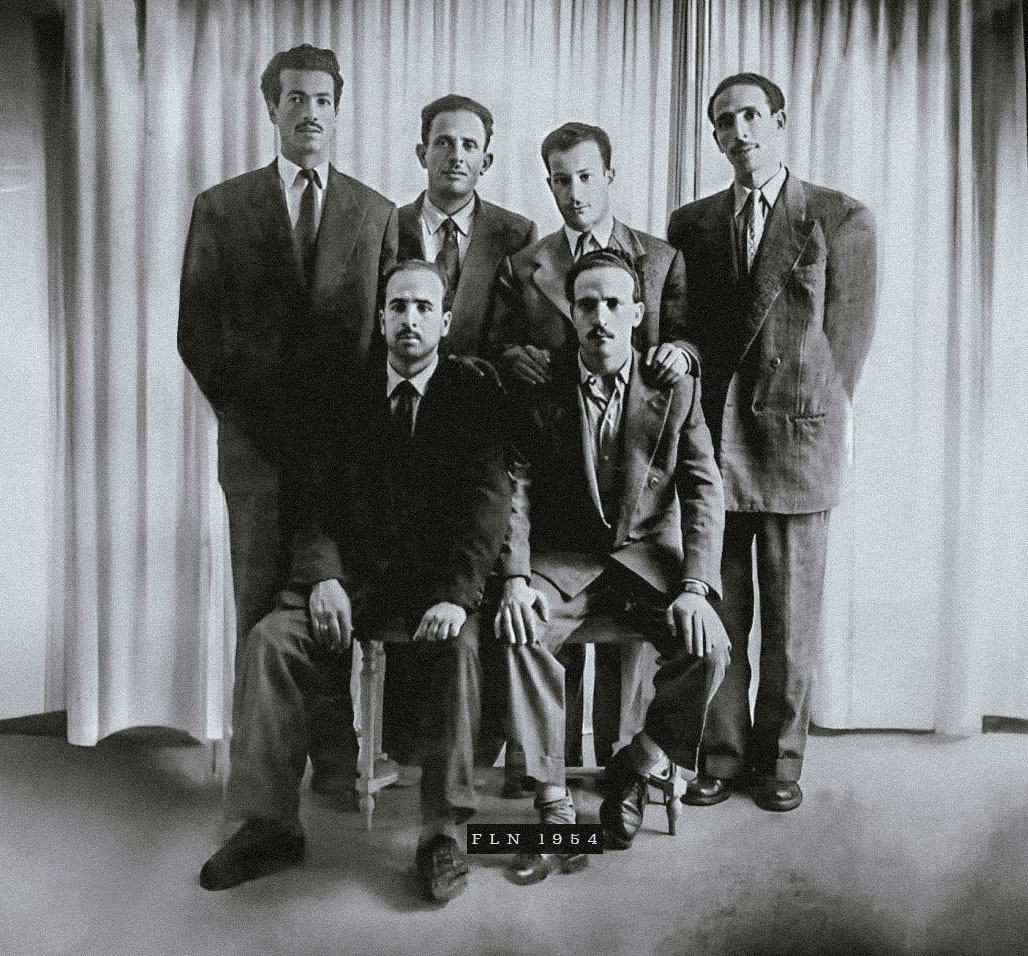
Los seis líderes históricos del FLN: Rabah Bitat, Mostefa Ben Boulaid, Didouche Mourad, Mohammed Boudiaf, Krim Belkacem y Larbi Ben M'hidi.

Durante el primer año de la guerra, la Unión Democrática del Manifiesto Argelino (UDMA), liderada por Ferhat Abbas, los ulemas, y el Partido Comunista Argelino mantuvieron una amistosa neutralidad hacia el Frente de Liberación Nacional. Los comunistas, que inicialmente no habían hecho ningún movimiento para cooperar en el levantamiento al principio, más tarde trataron de unirse al FLN, pero los líderes del mismo repudiaron públicamente el apoyo de este partido. En abril de 1956, Ferhat Abbas viajó a El Cairo, donde se unió formalmente al FLN. Después del colapso del MTLD, el veterano nacionalista Messali Hadj formó el Movimiento Nacional Argelino (MNA), que abogaba por una revolución violenta cuyo objetivo sería la total independencia de Argelia, similar al FLN, pero destinado a competir contra el mismo.
El Ejército de Liberación Nacional (brazo armado del FLN) posteriormente acabó con la operación guerrillera del MNA en Argelia, y el movimiento de Messali Hadj perdió la poca influencia que había obtenido allí. Sin embargo, el MNA retuvo el apoyo de varios trabajadores argelinos mediante la Unión de Trabajadores de Argelia, en Francia. Para oponerse al MNA, el FLN también estableció una organización en Francia. A lo largo de la guerra de la independencia, diversas batallas en Francia se libraron entre ambos frentes, con un saldo de casi cinco mil muertos.
En el frente político, el FLN trabajó para persuadir y coaccionar a las masas argelinas para apoyar los objetivos del movimiento independentista a través de contribuciones. Sindicatos, asociaciones profesionales, organizaciones estudiantiles y grupos femeninos influenciados por el FLN fueron creados con tal de atraer a la población. Sin embargo, también en este caso, el chantaje y la coacción violenta fueron muy utilizados. Frantz Fanon, un psiquiatra de Martinica que se uniría al FLN y se convertiría en uno de sus líderes políticos, proporcionó justificaciones intelectuales sofisticadas para el uso de la violencia por parte del Frente en su afán de lograr la independencia. Desde El Cairo, Ahmed Ben Bella ordenó la liquidación de potenciales interlocuters valables, representantes independientes de la comunidad musulmana moderada que buscaba negociar reformas con Francia sin separarse de ella.
A medida que la influencia del FLN obtenía influencia en el campo, muchos agricultores europeos (llamados Pieds-Noirs), la mayoría de los cuales vivían en tierras que habían robado a las comunidades musulmanas, vendieron sus propiedades y buscaron refugio tanto en Argel como en otras ciudades de Argelia. Después de una serie de sangrientas masacres y bombardeos aleatorios por parte de los argelinos musulmanes en varios pueblos y ciudades, los Pieds-Noirs y la población francesa urbana comenzaron a exigir al gobierno de Francia sanciones más severas, incluido declarar el estado de emergencia, la pena capital para los culpables, e incluso se llegó a hablar de exigir un «ojo por ojo» contra la población argelina. Varios arrestos arbitrarios y ataques contra supuestos miembros del FLM se efectuaron.
En 1955, los grupos políticos coloniales convencieron a los gobernadores generales enviados por Francia de que los militares no eran la forma de resolver el conflicto. Un gran éxito fue la llegada de Jacques Soustelle, político gaullista y etnólogo, como Gobernador General de Argelia, que trató de mejorar las condiciones de vida de la población argelina musulmana, sin mucho éxito, y que posteriormente acabaría reprimiéndolos al continuar la guerra.

### Después de la matanza de Philippeville

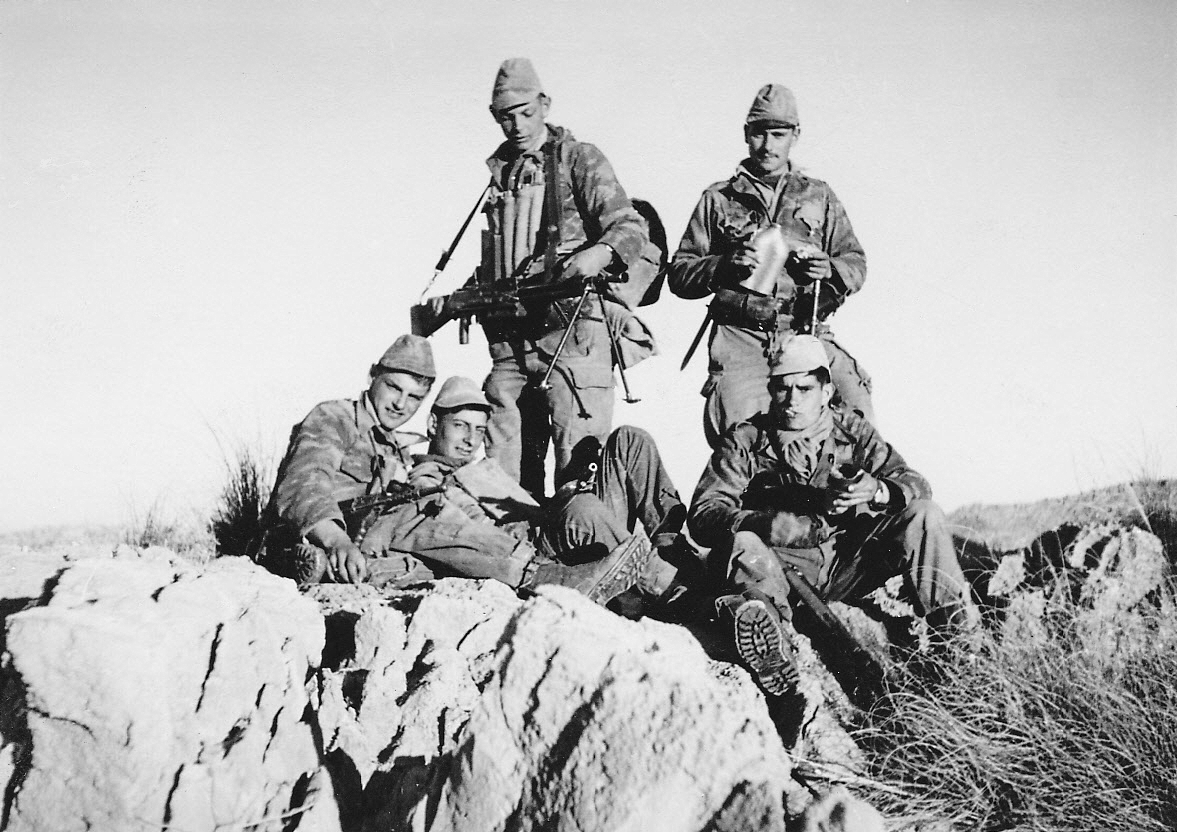
Commandos de Chasse del 4.º regimiento Zouave. Los regimientos de Zuavo estaban compuestos principalmente por colonos europeos. Por otro lado, Pied-noir (literalmente "pie negro") es un término utilizado para nombrar a la población descendiente de europeos (en su mayoría católica), que había residido en Argelia durante generaciones.

El FLN había adoptado técnicas similares a las de los nacionalistas asiáticos en Indochina, y los franceses no se dieron cuenta del reto al que se enfrentaban hasta 1955, cuando el FLN se trasladó a zonas urbanizadas. La matanza en la ciudad de Philippeville, actualmente llamada Skikda, con 123 muertos en agosto de 1955, fue un punto de inflexión en la guerra. Antes de la masacre, el FLN tenía como plan atacar solo objetivos militares y gubernamentales, evitando bajas civiles, pero el comandante local de la Provincia de Constantina decidió que hacía falta un golpe "más drástico". En respuesta, Soustelle mandó a reprimir todavía más a los argelinos. El gobierno afirmó más tarde haber matado 1273 miembros del FLN, pero de acuerdo con la propia organización y The Times, 12 000 argelinos fueron masacrados por las fuerzas armadas francesas, con la intervención de diversas bandas de Pieds-Noirs. Después de las medidas severas tomadas por Soustelle, se desató finalmente una guerra sin cuartel, hasta entonces medianamente contenida.
El sucesor de Soustelle, el gobernador general Lacoste, disolvió la asamblea argelina. Si bien esta estaba dominada por los Pieds-Noirs, Lacoste la vio como un obstáculo a su administración, y decretó el estado de emergencia en Argelia. Concedió al ejército y la policía excepcionales poderes con tal de contener al FLN, algo de dudosa legalidad dentro de la ley francesa. Al mismo tiempo, Lacoste proponía mayor autonomía para Argelia y un gobierno descentralizado. Sin dejar de ser parte integral de Francia, Argelia debía ser dividida en cinco distritos, cada uno de los cuales tendría una asamblea territorial elegida de una lista de candidatos. Hasta 1958, los diputados que representaban los distritos de Argelia fueron capaces de retrasar la aprobación de la medida de la Asamblea Nacional de Francia.
El plan de pacificación puesto en marcha por Lacoste entregó la gestión civil a los militares, que se desplegaron por gran parte del territorio para dar servicios que correspondían a la Administración civil (educación, servicios médicos, obras públicas, etc.), pero se aplicó como si el proyecto estuviese desde el principio abocado al fracaso. Los servicios públicos quedaron en manos de sections administratives spécialisées (secciones administrativas especializadas, SAS en francés), compuestas de oficiales del Ejército. La colaboración de la Administración Pública desplazada con los oficiales que se hicieron cargo de sus tareas fue insuficiente y, en ocasiones, más un estorbo que una ayuda. La financiación resultó exigua. La misión de las SAS era doble: granjearse el favor de la población —en continua competición con el FLN— y obtener información que sirviese para combatir la rebelión independentista.
Entre agosto y septiembre de 1956, los jefes de las guerrillas del FLN de Argelia (popularmente conocidos como "internos") se reunieron para formar un órgano normativo formal para sincronizar las actividades políticas y militares del movimiento. La máxima autoridad del FLN se confirió a los treinta y cuatro miembros del Consejo Nacional de la Revolución Argelina, dentro del cual el Comité de Coordinación y Control, compuesto por cinco hombres, formó el poder ejecutivo. Los directivos del FLN que se encontraban en Marruecos o en Túnez (los "externos"), incluyendo Ahmed Ben Bella, sabían de la realización de la conferencia, pero no pudieron asistir.
En octubre de ese mismo año, el Ejército del Aire francés interceptó un DC-3 marroquí que volaba con destino a Túnez, llevando a Ben Bella, Mohammed Boudiaf, Mohamed Khider y Hocine Aït Ahmed, y lo obligó a aterrizar en Argel. Lacoste mantuvo encarcelados a los líderes políticos externos del FLN durante todo el resto de la guerra, lo que endureció la postura de los rebeldes argelinos. Durante 1957, el FLN se debilitó debido a la brecha entre los líderes internos y externos. Para detener esta deriva, el FLN amplió su comité para incluir a Ferhat Abbas y a los políticos encarcelados como Ben Bella. También lograron convencer a las Naciones Unidas para que presionaran diplomáticamente al gobierno francés con el fin de negociar un alto al fuego.

## Congreso de Soummam y organización territorial del FLN
En el Congreso de Soummam, el FLN dividió el territorio argelino en seis zonas, denominadas «wilayas». Cada una de ellas se subdividía en cuatro zonas y cada zona, en cuatro regiones. Cada zona contaba con un comando de tropas selectas y cada región —formada por cuatro sectores— de una katiba, unidad militar compuesta por unos cien o ciento veinte hombres bien armados. Cada sector de una región contaba además con unos cuarenta auxiliares o musibilin, civiles que acudían a colaborar con los guerrilleros en caso necesario. Cada unidad territorial contaba con un jefe y dos adjuntos, uno militar y otro responsable de la organización política, que el FLN trató de extender por todas las poblaciones y que en 1958 fue el objetivo principal del ejército francés, empeñado en desmantelarla.
La wilaya 4 contaba con unos cinco mil hombres en armas en la primavera de 1957. Para prevenir la infiltración francesa en sus filas, se estableció un férreo control del tránsito entre sectores y regiones. El paso de unas a otras requería salvoconductos y, en general, cada katiba operaba únicamente en su región, salvo que se la requiriese expresamente en otra para alguna acción concreta.
Otra de las decisiones importantes del congreso fue dar prioridad a las acciones políticas y administrativas frente a las militares. El FLN decidió tratar de sustituir la Administración francesa con una propia, de inculcar a la población los objetivos de la organización y de ganarse su favor, esencial para el mantenimiento del FLN, pues era la población la que le aportaba información, víveres y refugio ante las operaciones militares francesas.

### Batalla de Argel

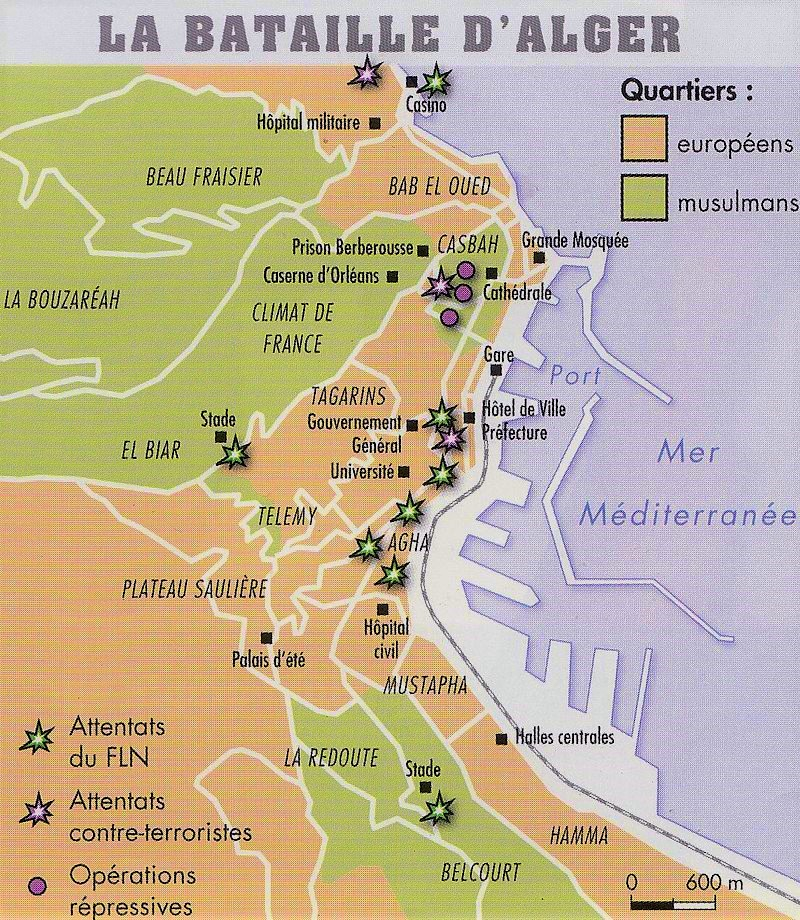
Batalla de Argel. Los barrios controlados por el FLN en verde, los barrios controlados por el ejército francés en naranja. Las zonas de los atentados están marcadas con un ícono.

Para aumentar la atención internacional y nacional francesa a su lucha, el FLN decidió llevar el conflicto a todas las ciudades del país, llamando a una huelga general y colocando bombas en lugares públicos. El ejemplo más notable fue la batalla de Argel, que comenzó el 30 de septiembre de 1956, cuando tres mujeres colocaron explosivos de forma simultánea en tres sitios, incluyendo las oficinas de Air France. Durante toda la primavera de 1957, el FLN llevó a cabo bombardeos y tiroteos por toda la ciudad de Argel, con un resultado de numerosas bajas civiles y una aplastante respuesta de las autoridades.
Al general Jacques Massu se le dieron instrucciones de utilizar cualquier método que considerase necesario para restablecer el orden en la ciudad y encontrar y eliminar a los rebeldes. El uso de paracaidistas acabó con la huelga y destruyó la infraestructura del FLN en Argelia. Sin embargo, para entonces el FLN ya había demostrado su capacidad para golpear al ejército francés y de lograr una respuesta masiva entre la población musulmana. La publicidad que el FLN entregó a los medios demostrando como el ejército francés acababa con los rebeldes con métodos brutales, incluyendo la tortura, toque de queda, y represión, acabaron con la imagen internacional de lo que anteriormente parecía una "pacificación" o "operación de orden público", pasando a ser vista como una guerra colonial llena de violaciones a los derechos humanos.
La concentración de las unidades francesas en la «batalla de Argel» había permitido al ALN acrecentar sus acciones en la región en torno a la capital argelina (wilaya 4 en la organización regional del FLN). En el este, los franceses no habían logrado aún sellar la frontera tunecina, que los rebeldes atravesaban para traer pertrechos del país vecino y reforzar sus unidades en las regiones orientales.

### Guerra de guerrillas
Entre los años 1956 y 1957, el FLN aplicó con éxito el método de guerra de guerrillas. Mientras que por un lado se dedicaban a atacar objetivos militares y políticos, también se ocupaban de coaccionar e intimidar a cualquiera que mostrara simpatía con la autoridad francesa en la región. Esto dio lugar a actos de tortura sádica contra todos los anteriormente mencionados, incluyendo mujeres y niños. El FLN evitaba el contacto con la potencia de fuego superior de Francia, y dirigía sus fuerzas internas a patrullas del ejército, campamentos militares, puestos de policías y granjas, minas y fábricas coloniales, así como a los medios de transporte y de comunicaciones. El FLN poco a poco fue obteniendo el control parcial sobre territorio argelino en Aurés, la Cabilia y algunas áreas montañosas de Constantina, también el sur de Argel y Orán. En estos lugares, el FLN colocó pequeños gobiernos temporales militares simples pero efectivos, que fueron capaces de recaudar impuestos y alimentos, y reclutar mano de obra. Sin embargo, no fue capaz de mantener posiciones fijas.

### Operaciones de contrainsurgencia francesas

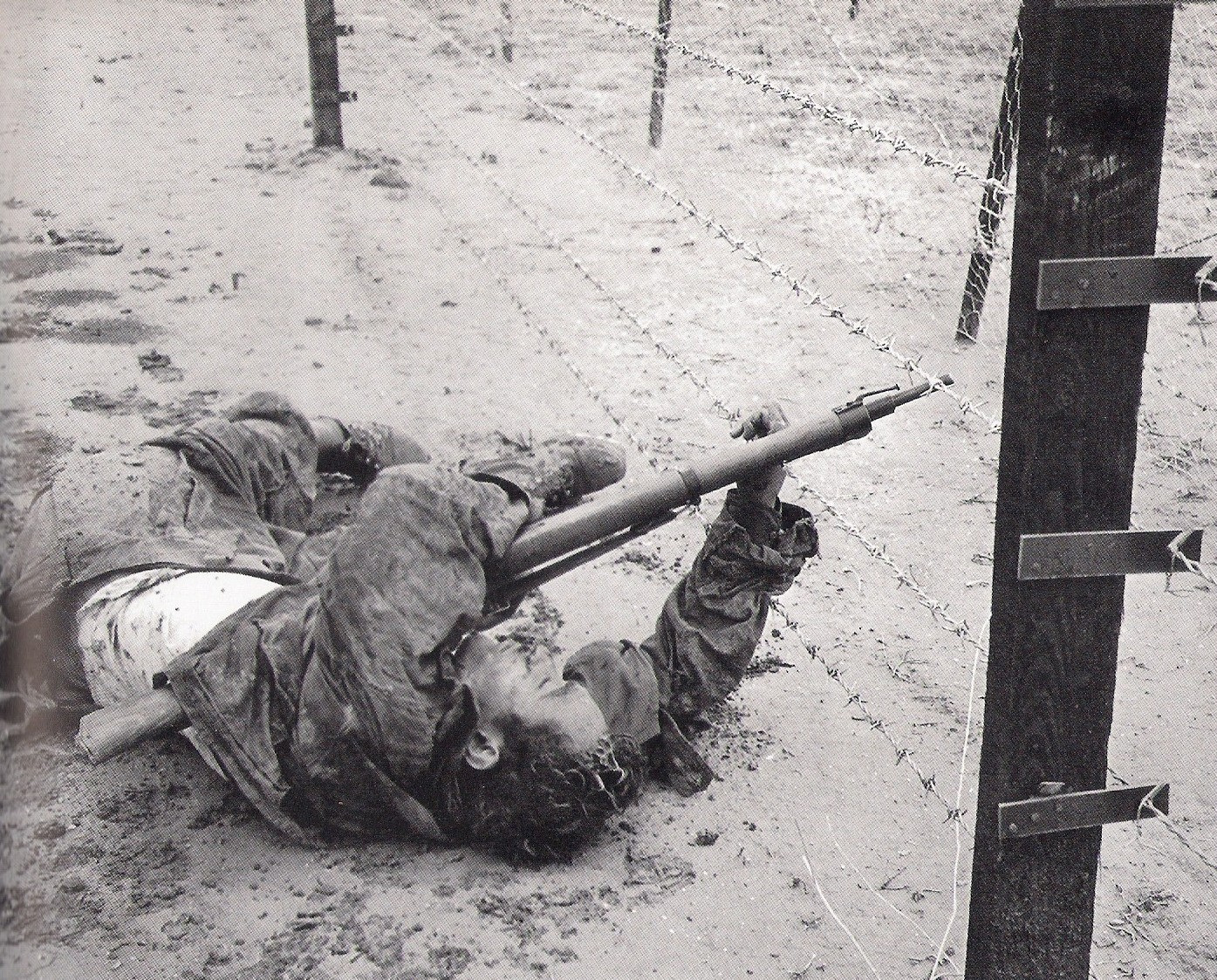
Se instalaron barreras electrificadas a lo largo de las fronteras oriental y occidental de Argelia.

A pesar de las quejas de los mandos militares de Argel, el gobierno francés se mostró reacio durante muchos meses a reconocer que la situación en Argelia estaba fuera de control y que lo que se consideraba oficialmente como una operación de pacificación se había convertido en una guerra. Para 1956, había más de 400 000 soldados franceses en Argelia. Aunque las unidades de infantería en el aire colonial de élite y la legión extranjera cargaron con el peso de las operaciones de contrainsurgencia ofensivas de combate, aproximadamente ciento setenta mil argelinos musulmanes servían en el ejército regular francés, la mayoría de ellos como voluntarios. Francia también envió su fuerza aérea y unidades navales a Argelia, incluyendo helicópteros. Además de servirles como ambulancia, los franceses utilizaron helicópteros por primera vez en ataques terrestres para destruir las unidades guerrilleras del FLN, método que más tarde los Estados Unidos usarían en la Guerra de Vietnam. Los franceses también utilizaron napalm.
El ejército francés intentó reanudar la administración local de Argelia a través de la Section Administrative Spécialisée (Sección Administrativa Especial o SAS por sus siglas en francés) creado en 1955. El SAS trató de establecer contacto con la población musulmana argelina para debilitar la influencia nacionalista en zonas rurales mediante la afirmación de "presencia francesa" allí. Los oficiales de la SAS (llamados képis bleus, que se traduciría como gorras azules), también entrenaron harkis, argelinos a favor de la presencia francesa, para que pelearan contra el FLN. Los harkis, aproximadamente 180 000 voluntarios, más que los activistas del FLN, eran un excelente instrumento en las operaciones de contrainsurgencia.
Los harkis eran generalmente usados en formaciones convencionales, junto al ejército francés, y también fueron utilizados en operaciones de bandera falsa. En 1956, Francia creó una organizada unidad guerrillera de bandera falsa, la Organización de Resistencia de la Argelia Francesa, cuyo objetivo era llevar a cabo operaciones terroristas de bandera falsa con el objetivo de sofocar cualquier esperanza de compromiso político. El FLN también utilizó bandera falsa contra el ejército francés en una ocasión, con la Fuerza K, un grupo de mil argelinos que se ofrecieron voluntariamente para servir como guerrilleros para los franceses. Pero la mayoría de ellos eran o bien miembros del FLN o bien habían sido rechazados por estos una vez alistados. El ejército francés descubrió la bandera falsa y trató de perseguir a la Fuerza K, pero unos seiscientos lograron escapar y reunirse con FLN llevando armas y equipo.

## 1959

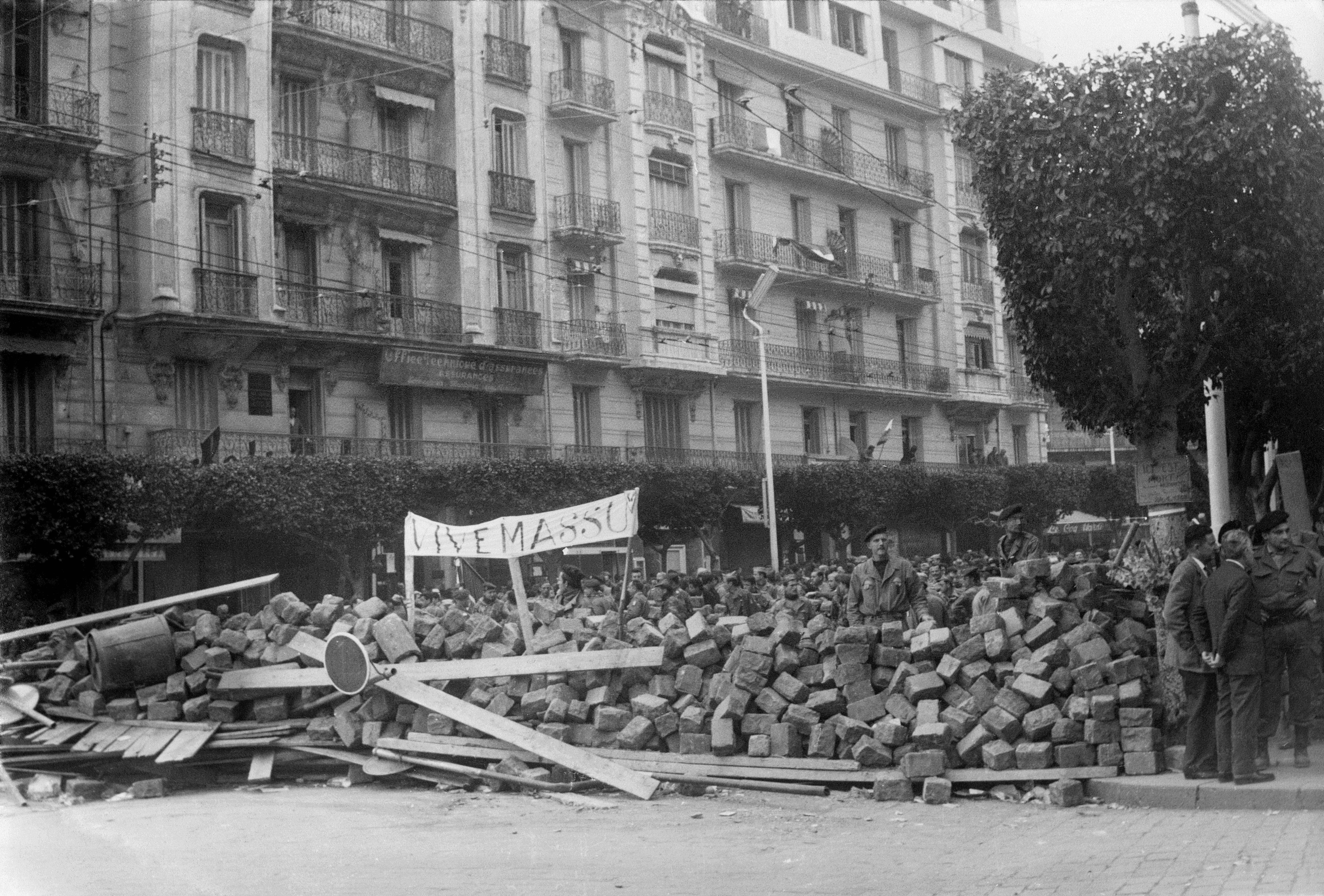
Barricadas en Argel, enero de 1960. La pancarta dice "Viva Massu" (Vive Massu).

El nuevo gobernador general nombrado por De Gaulle, Paul Delouvrier, puso en marcha a principios de 1959 la onerosa construcción de mil pueblos, proyecto que debía acabar con el grave problema político que suponía la retención de dos millones de argelinos en los llamados «campos de reagrupamiento», muchos de ellos sumidos en la miseria.
El 21 de julio, se desencadenó en la Cabilia la Operación Prismáticos (operation Jumelles), en la que veinticinco mil soldados se unieron a los quince mil ya desplegados por la región para arrebatarle su control al FLN. Los setecientos mil habitantes de la escabrosa región eran en general partidarios de los rebeldes. Para dominar Cabilia, formada principalmente por una innumerable cantidad de pueblos y aldeas, los mandos militares franceses decidieron tomar sus puntos estratégicos (principales poblaciones, nudos de comunicación, lugares de abastecimiento de agua) e implantar un sistema de intervención rápida contra la guerrilla allí donde descubriesen que actuaba. Previendo la operación, el ALN había desperdigado sus fuerzas durante los meses de mayo y junio. En cinco semanas, los franceses consiguieron desmantelar la mayor parte de la red política del FLN en la región, aislar a los miembros del ALN de los pueblos, eliminar al 60 % de las fuerzas de este, extender la desconfianza en las filas independentistas merced a las operaciones con guerrilleros que habían cambiado de bando y se hacían pasar por miembros del ALN y formar los primeros grupos de «autodefensa».

## Fin de la guerra: independencia y exilio
La matanza del 26 de marzo de 1962, en las que hubo unos setenta muertos y doscientos heridos marcó el comienzo del exilio de la población argelina de origen europeo. El referendo abrumador de los Acuerdos de Evian (con un 90,70 % de votos favorables) el 8 de abril confirmó el deseo de gran parte de los colonos de abandonar el territorio. La OAS ya no podía contener la marcha de la población europea, que hasta entonces había tratado de impedir con la intención de que participase en la guerra y con la esperanza de poder contar con el respaldo del Ejército. Argel se sumió en una ola de crímenes, robos y ajustes de cuentas entre los grupúsculos terroristas europeos que coincidieron con la gran emigración. Si los negociadores de Evian más pesimistas habían previsto que la mitad de la población de origen europeo abandonase Argelia, finalmente lo hizo casi toda: del millón cien mil argelinos de origen europeo apenas quedaron unos ciento setenta mil. El gran éxodo se produjo en unos pocos meses.

## Crímenes de guerra

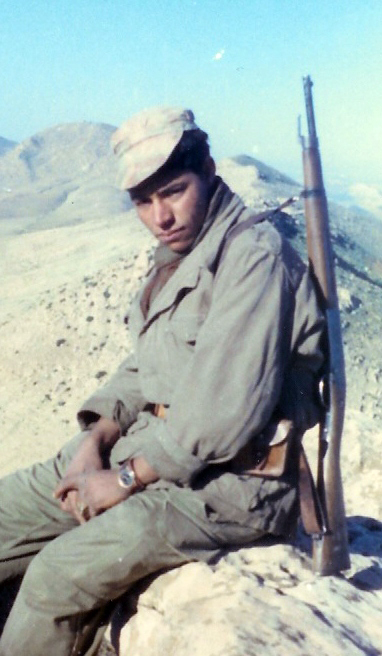
Un joven harki, en 1961.

Los crímenes de guerra y las torturas fueron frecuentes desde el comienzo de la colonización de Argelia, que comenzó en 1830. Los delitos cometidos por los franceses antes y durante la guerra contra los combatientes y civiles desarmados argelinos incluyeron bombardeos indiscriminados y tiroteos contra multitudes de civiles, violación y desentrañamiento o decapitación de mujeres, asesinato de niños cortándoles la garganta o golpeándose la cabeza contra las paredes, encarcelamiento sin comida en celdas pequeñas, arrojando a los prisioneros de helicópteros a la muerte
o al mar con cemento en los pies, y enterrando a personas vivas.
Los métodos de tortura incluían palizas, mutilaciones, ahorcamiento de los pies o de las manos, tortura por electrochoque, submarinismo, privación del sueño y agresiones sexuales. 2 millones de argelinos también fueron deportados a campos de internamiento, y algunos fueron forzados a trabajar.

## Filmografía
- La batalla de Argel, Gillo Pontecorvo, 1966
- Lost Command, Mark Robson, 1966.
- Simon: An English Legionnaire aka Deserter, Martin Huberty, 2002.
- Hors-la-loi, Rachid Bouchareb, 2010.
- Lo que el día debe a la noche, Alexandre Arcady, 2012.